# Dolmen de Pueyoril
El dolmen de Pueyoril, también llamado de Puyoril, Pueoril, o Puyuri o simplemente como dolmen de Arcusa data del III milenio a. C. (comienzo del Eneolítico) y se halla situado en la Sierra de Guara, provincia de Huesca, en el término municipal de Aínsa a una cota de 840 m.

## Ubicación
Desde la carretera A-2205 Alquézar – Aínsa se toma el desvío que se dirige a la población de Paúles de Sarsa. A los 600 m hay estacionamiento y paneles explicativos y el sendero al dolmen está balizado.

## Descripción
Aunque el dolmen está destruido, se han preservado sus apoyos verticales y su gran losa cobertura. Parte de su túmulo se ha reutilizado para levantar un pequeño muro. Al estar en una zona con vegetación baja pueden apreciarse claramente los límites del conjunto del megalito.